# 纽西斯
纽西斯，即纽西斯通讯社，是总部在大韩民国首尔的一家新闻通讯社。纽西斯是韩国最大的民营通讯社。
纽西斯于2001年9月注册成立，2002年2月开始发布新闻。
纽西斯与美联社、新华社有合作关系。